# Moghreb Tétouan
Moghreb Atlético Tétouan (arab. ‏االجمعية الرياضية بجربة‎, fr. Moghreb Athlétic de Tétouan) – marokański klub piłkarski, grający w drugiej lidze, mający siedzibę  w mieście Tetuan.

## Historia

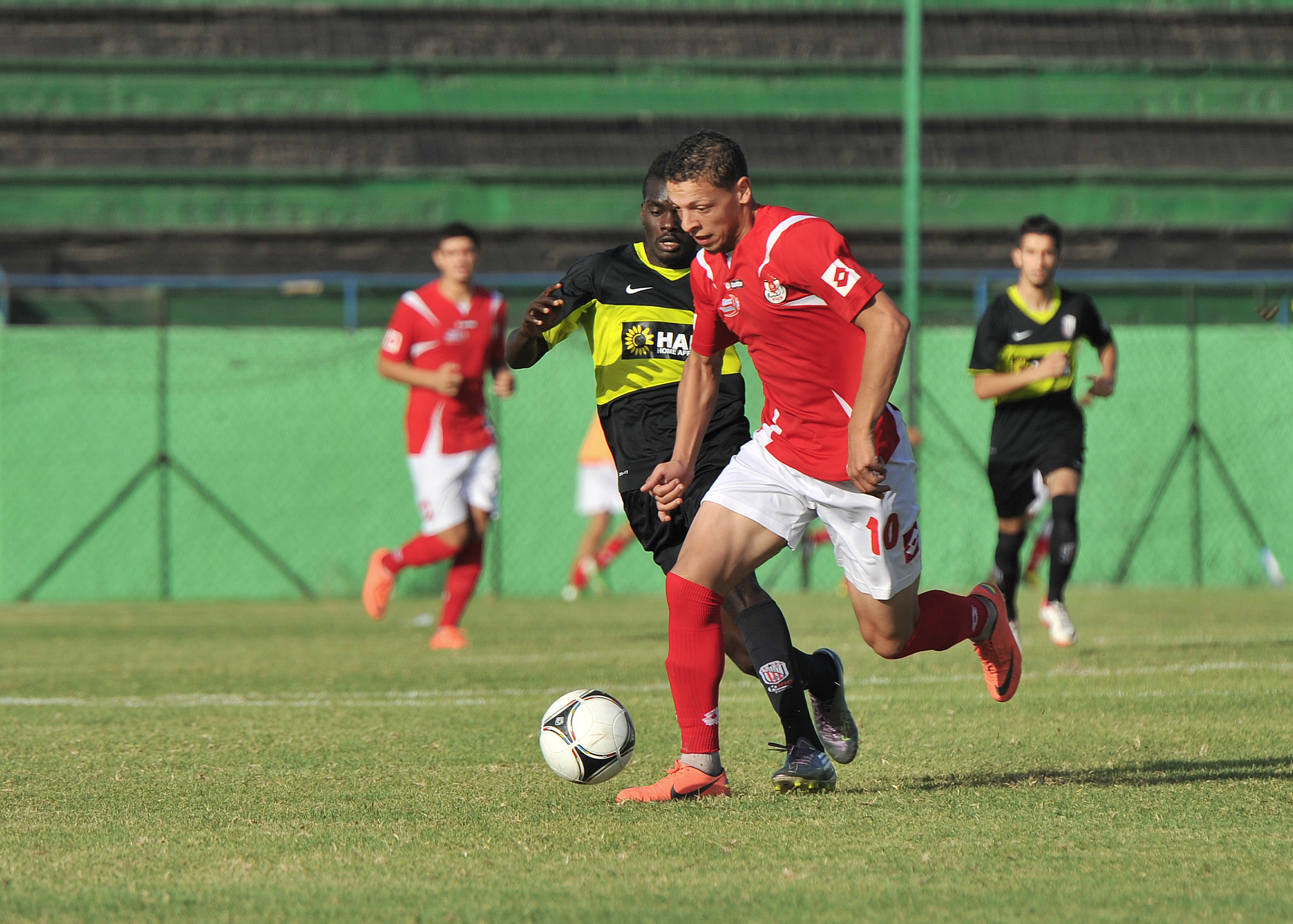
Mecz z udziałem Moghrebu Teutan

Klub został założony przez Basków 12 marca 1922 jako Atlético Tetuán. W latach 1922–1956, czyli w okresie, gdy miasto Tetuan należało do Maroka Hiszpańskiego, klub występował przez jeden sezon w hiszpańskiej Primera División i pięciokrotnie w Segunda División.
W 1956 po uzyskaniu niepodległości przez Maroko klub podzielił się na AD Ceuta i Moghreb Tétouan. Po swoje pierwsze mistrzostwo kraju Moghreb sięgnął w sezonie 2011/2012. Z kolei swój drugi tytuł mistrzowski klub wywalczył w 2014 roku. W 2014 roku Moghreb wystąpił na Klubowych Mistrzostwach Świata, pełniąc rolę gospodarza tego turnieju. Zajął w nim ostatnie miejsce, przegrywając w meczu kwalifikacyjnym po serii rzutów karnych z nowozelandzkim Auckland City FC (0:0, k. 3:4).

## Stadion
Domowe mecze klub rozgrywa na stadionie o nazwie Stade Saniat Rmel w Tetuanie, który może pomieścić 15000 widzów.

## Sukcesy
- GNF 1: 2

2011/2012, 2013/2014
- GNF 2: 5

1957/1958, 1969/1970, 1989/1990, 1994/1995, 2004/2005.

## Reprezentanci kraju grający w klubie
Stan na lipiec 2016.
| - Rafik Abdessamad - Mohamed Abarhoun - Hamza Abourazzouk - Mohammed Benchrifa - Mustapha Chadili - Abdelouahed Chakhsi - Rabie El Afoui - El Mehdi El Bassil - Aziz El Kinani - Abderrazak El Mnasfi - Abdessamad El Moubarki - Bouchaïb El Moubarki - Mohamed El Yousfi - El Amin Erbate - Mohamed Jabrane - Ahmed Jahouh - Zaïd Karouch - Abdeladim Khadrouf - Anass Lamrabat - Mohamed Madihi - Zakaria Melhaoui | - Zouheir Naim - Mehdi Namli - Brahim Nekkach - Youssef Rabeh - Walid Regragui - Yassine Salhi - Samir Sarssar - Mouhssine Iajour - Youssef Tourabi - Hamza El Moussaoui - Ulrich Boucka - Daniel Ekedo - Bhaudry Massouanga - Abdoulaye Sissoko - Karamogho Moussa Traoré - Vianney Mabidé - Mohamed Roubize - Shaaban Idd Chilunda - Nelson Senkatuka - Aaron Katebe - Quincy Antipas |